# Международный туркмено-турецкий университет
Междунаро́дный туркме́но-туре́цкий университе́т (туркм. Halkara Türkmen-Türk uniwersiteti, тур. Uluslararası Türkmen-Türk Üniversitesi) — высшее учебное заведение Туркменистана, созданное в 1994 году в Ашхабаде, реорганизовано в 2016 году.

## История
Международный туркмено-турецкий университет был создан в связи с налаживанием тесного сотрудничества между Турцией и Туркменистаном в 1994 году. Основной миссией университета являлось обеспечение совместного обучения, развитие общей идеологии и партнёрства между туркменской и турецкой молодёжью.
30 мая 2013 года состоялась церемония закладки фундамента комплекса нового здания Международного туркмено-турецкого университета при участии Президента Туркменистана Гурбангулы Бердымухамедова и Президента Турции Абдуллы Гюля. Новое здание, рассчитанное на 3000 студентов, строилось в западной части Ашхабада, в районе Кёши. Проектирование и строительство осуществляла турецкая компания «5M Inşaat Tekstil Ithalat Ihrajat Sanaýi Tijaret Limited Şirketi».
В 2014 году университет стал совместным образовательным учреждением Туркменистана и Турции.
В апреле 2016 ректором назначен Г. А. Мезилов.
В июле 2016 года вместо Международного туркмено-турецкого университета путём изменения его организационно-правовой формы был создан Университет инженерных технологий Туркменистана имени Огуз-хана, ставший его правопреемником. Новосозданный вуз был передан в ведение Академии наук Туркменистана. Ректором вуза остался Г. А. Мезилов. Университет инженерных технологий размещается в новом комплексе зданий, общей площадью 12 га. Обучением в нём ведётся на английском и японском языках.
Официальная причина закрытия Международного туркмено-турецкого университета не называлась. Однако, по некоторым источникам, его упразднение связано с патронажем движением «Хизмет» Фетхуллаха Гюлена. В то же время после попытки военного переворота в Турции в июле 2016 года власти этой страны призвали международное сообщество к закрытию образовательных учреждений, связанных Фетхуллахом Гюленом.

## Футбольный клуб
В 2003 году на базе Международного туркмено-турецкого университета была создана команда ФК МТТУ, выступавшая в различных первенствах среди студентов, а затем и среди мастеров. ФК МТТУ — неоднократный чемпион Туркменистана среди команд высшей лиги. В 2016 году переименован в «Едиген».

## Факультеты
- Педагогический
- Инженерный
- Международный бизнес